# Danh sách câu lạc bộ bóng đá ở Hàn Quốc
Đây là danh sách các câu lạc bộ bóng đá ở Hàn Quốc mùa giải 2021.

## Câu lạc bộK League 1
| - Daegu FC - Gangwon FC - Gwangju FC - Incheon United - Jeju United - Jeonbuk Hyundai Motors | - Pohang Steelers - FC Seoul - Seongnam FC - Suwon FC - Suwon Samsung Bluewings - Ulsan Hyundai |  |

## Câu lạc bộK League 2
| - Ansan Greeners FC - FC Anyang - Bucheon FC 1995 - Busan IPark - Chungnam Asan FC | - Daejeon Hana Citizen - Gimcheon Sangmu FC - Gyeongnam FC - Jeonnam Dragons - Seoul E-Land FC |  |

## Câu lạc bộK3 League
| - Busan TC - Changwon City - Cheonan City - Cheongju FC - Daejeon Korail - Gangneung City - Gimhae FC - Gimpo FC | - Gyeongju KHNP - Hwaseong FC - FC Mokpo - Paju Citizen - Pyeongtaek Citizen - Ulsan Citizen - Yangju Citizen |  |

## Câu lạc bộK4 League
| - Chuncheon FC - Chungju Citizen - Dangjin Citizen - Gangwon FC B - Geoje Citizen - Goyang Citizen - Jinju Citizen - Jeonju Citizen | - FC Namdong - Pocheon Citizen - Pyeongchang United - Seoul Jungnang - Seoul Nowon United - Siheung Citizen - Yangpyeong FC - Yeoju FC |  |